# Pramo
Pramo (Untertitel „Praktische Mode“) war eine monatlich erscheinende Modezeitschrift der DDR, die von 1948 bis 1993 im Verlag für die Frau erschien.

## Geschichte
Die erste Ausgabe der Zeitschrift Pramo erschien im Januar 1948, sie war eine der ersten Modezeitschriften aus dem Verlag für die Frau. Die Erstausgabe der Modezeitschrift Sibylle erfolgte erst acht Jahre später, 1956, die des Modejournals Saison erst 1962.
Im Gegensatz zur Sibylle, die 40 Seiten stilvoller Modefotografie plus 40 Seiten kultureller Beiträge zu Kunst, Architektur, Theater und Film bot, umfasste eine Ausgabe der Pramo nur 28 Seiten.
Dem Titel entsprechend, war der Fokus der Pramo ausschließlich auf praktische Mode zum Selbermachen gerichtet. Die Entwürfe wurden kombiniert mit ausführlichen Anleitungen zum Selberschneidern und diversen Schnittmusterbögen. Viele der veröffentlichten Entwürfe stammten von Modegestaltern des Modeinstituts Berlin und der Kunsthochschule Berlin-Weißensee, unter diesen: Renate Andrich, Hildegard Bergner, Ursula Fehlig, Hannelore Hennig, Rotraud Hornig, Hanna Musiolek, Karin Zimmermann, Brigitte Vanča, Sabine Zache; oder führenden Modeschöpfern des Ostblocks wie Slawa Saizew.
Fotografinnen der Pramo waren Margot Börner, Sigrid Schmidt Petzold, und Dorthea Schmidt.
Im Vergleich zur Sibylle, entsprach die Pramo insgesamt mehr der typischen Frauenzeitschrift und verzichtete als solche auch nicht auf den Ratgeberteil, einen Schneiderkurs, Kochrezepte, Ferien- und Gesundheitstipps.
Anfang 1989 betrug die Auflage 780.000 Exemplare. Zu dieser Zeit arbeiteten für die Redaktion acht Mitarbeiter.
Nach der deutschen Wiedervereinigung 1990 kaufte der Gong Verlag den Verlag für die Frau von der Treuhandanstalt und verlegte die Pramo bis zu deren Einstellung im Jahr 1993.